# Superliga Brasileira de Voleibol Feminino de 2006–07
A Superliga Feminina de Vôlei 2006/2007 foi um torneio realizado a partir de 9 de Dezembro de 2006 até 21 de Abril de 2007 por oito equipes representando quatro estados.
A equipe do Rio de Janeiro conquistou o título da competição em uma final tensa contra a equipe de Osasco, decidida apenas no tiebreak da quinta e decisiva partida da série.
A maior pontuadora da final foi a atleta Regiane, que marcou 30 pontos durante a partida e ajudou no título de sua equipe. 

## Participantes
Brasil Telecom, Brasília/DF

 Macaé, Macaé/RJ

 Minas, Belo Horizonte/MG

 Osasco, Osasco/SP

 Pinheiros, São Paulo/SP

 Rio de Janeiro, Rio de Janeiro/RJ

 São Caetano, São Caetano do Sul/SP

 Vôlei Futuro, Araçatuba/SP

## Regulamento

### Fórmula de Disputa
A Superliga Feminina de Vôlei foi disputada por 8 equipes em duas fases:
- Fase Classificatória: As 8 equipes disputaram partidas em um sistema de turno e returno,em que enfrentaram todos os adversários em seu mando de quadra e fora dele.
- Playoffs: As oito equipes jogaram num sistema mata-mata e a vencedora desses foi declarada Campeã da Superliga Feminina de Vôlei 2006-07. Foi dividida em 3 partes:
  - Quartas de Final: Houve um cruzamento entre as 8 equipes com os melhores índices técnicos, seguindo a lógica: 1ª x 8ª (A); 2ª x 7ª(B); 3ª x 6ª(C) e 4ª x 5ª(D). Estas, jogaram partidas em melhor de 5 jogos, sendo dois mandos de quadra para cada e o jogo de desempate, se houver, no ginásio da equipe com o melhor índice técnico da Fase Classificatória.
  - Semifinais: Foi disputada pelas equipes que passaram das quartas de final, seguindo a lógica: Vencedora do jogo A x Vencedora do jogo D; Vencedora do jogo B x Vencedora do jogo C.  Estas, jogaram partidas em melhor de 5 (jogos), sendo dois mandos de quadra para cada e o jogo de desempate, se houver, no ginásio da equipe com o melhor índice técnico da Fase Classificatória.
  - Final: Foi disputada entre as duas equipes vencedoras das Semifinais, em uma série melhor de 5 partidas,sendo dois mandos de quadra para cada e o jogo de desempate,se houver,no ginásio da equipe com o melhor índice técnico. A equipe vencedora foi declarada campeã da competição.

### Critérios de Desempate
1º: Sets Average

2º: Pontos Average

3º: Confronto Direto (Se o empate foi entre duas equipes)

4º: Sorteio

### Pontuação
Vitória: 2 pontos

Derrota: 1 ponto

Não Comparecimento: 0 pontos

## Classificação
| Superliga Feminina de Vôlei 2006-07                                                         | Superliga Feminina de Vôlei 2006-07 | Superliga Feminina de Vôlei 2006-07 | Superliga Feminina de Vôlei 2006-07 | Superliga Feminina de Vôlei 2006-07 | Superliga Feminina de Vôlei 2006-07 | Superliga Feminina de Vôlei 2006-07 | Superliga Feminina de Vôlei 2006-07 | Superliga Feminina de Vôlei 2006-07 | Superliga Feminina de Vôlei 2006-07 | Superliga Feminina de Vôlei 2006-07 | Superliga Feminina de Vôlei 2006-07 | Superliga Feminina de Vôlei 2006-07 | Superliga Feminina de Vôlei 2006-07 |
| Time                                                                                        | Time                                | Time                                | Jogos                               | Jogos                               | Jogos                               | Jogos                               | Sets                                | Sets                                | Sets                                | Pontos                              | Pontos                              | Pontos                              |                                     |
| Time                                                                                        | Time                                | Time                                | P                                   | T                                   | V                                   | D                                   | V                                   | D                                   | R                                   | V                                   | D                                   | R                                   |                                     |
| ------------------------------------------------------------------------------------------- | ----------------------------------- | ----------------------------------- | ----------------------------------- | ----------------------------------- | ----------------------------------- | ----------------------------------- | ----------------------------------- | ----------------------------------- | ----------------------------------- | ----------------------------------- | ----------------------------------- | ----------------------------------- | ----------------------------------- |
| 1                                                                                           | Rio de Janeiro                      | REX                                 | 27                                  | 14                                  | 13                                  | 1                                   | 41                                  | 8                                   | 5,125                               | 1188                                | 922                                 | 1,288                               |                                     |
| 2                                                                                           | Osasco                              | FIN                                 | 26                                  | 14                                  | 12                                  | 2                                   | 39                                  | 16                                  | 2,437                               | 1259                                | 1103                                | 1,141                               |                                     |
| 3                                                                                           | Minas                               | MTC                                 | 22                                  | 14                                  | 8                                   | 6                                   | 28                                  | 27                                  | 1,037                               | 1189                                | 1173                                | 1,014                               |                                     |
| 4                                                                                           | São Caetano                         | SCM                                 | 22                                  | 14                                  | 8                                   | 6                                   | 24                                  | 26                                  | 0,923                               | 1091                                | 1121                                | 0,973                               |                                     |
| 5                                                                                           | Macaé Sports                        | MAC                                 | 21                                  | 14                                  | 7                                   | 7                                   | 27                                  | 23                                  | 1,174                               | 1136                                | 1112                                | 1,022                               |                                     |
| 6                                                                                           | Pinheiros                           | PBF                                 | 19                                  | 14                                  | 5                                   | 9                                   | 21                                  | 30                                  | 0,700                               | 1076                                | 1150                                | 0,936                               |                                     |
| 7                                                                                           | Brasil Telecom                      | BRT                                 | 16                                  | 14                                  | 2                                   | 12                                  | 22                                  | 36                                  | 0,611                               | 1197                                | 1283                                | 0,933                               |                                     |
| 8                                                                                           | Vôlei Futuro                        | VFO                                 | 15                                  | 14                                  | 1                                   | 13                                  | 5                                   | 41                                  | 0,122                               | 848                                 | 1120                                | 0,757                               |                                     |
| P – Pontuação; T – Total de jogos disputados; V - Vitórias; D - Derrotas; R - Razão (V / D) |                                     |                                     |                                     |                                     |                                     |                                     |                                     |                                     |                                     |                                     |                                     |                                     |                                     |

|  |                                           |
|  | Zona de classificação às Quartas de Final |

## Playoffs

### Quartas de Final
1ª Rodada
| Data     | Ginásio        | Cidade             | Jogo           | Jogo | Jogo           | Parciais | Parciais | Parciais | Parciais | Parciais |
| Data     | Ginásio        | Cidade             | Jogo           | Jogo | Jogo           | 1        | 2        | 3        | 4        | 5        |
| -------- | -------------- | ------------------ | -------------- | ---- | -------------- | -------- | -------- | -------- | -------- | -------- |
| 24/02/07 | Tijuca T.C.    | Rio de Janeiro     | Rio de Janeiro | 3-0  | Vôlei Futuro   | 25-17    | 25-21    | 25-6     | -        | -        |
| 24/02/07 | Arena Telemig  | Belo Horizonte     | Minas          | 3-0  | Pinheiros      | 25-18    | 25-18    | 25-21    | -        | -        |
| 24/02/07 | Lauro Gomes    | São Caetano do Sul | São Caetano    | 0-3  | Macaé          | 21-25    | 21-25    | 21-25    | -        | -        |
| 25/02/07 | José Liberatti | Brusque            | Osasco         | 1-3  | Brasil Telecom | 27-25    | 20-25    | 20-25    | 22-25    | -        |

2ª Rodada
| Data     | Ginásio            | Cidade             | Jogo           | Jogo | Jogo           | Parciais | Parciais | Parciais | Parciais | Parciais |
| Data     | Ginásio            | Cidade             | Jogo           | Jogo | Jogo           | 1        | 2        | 3        | 4        | 5        |
| -------- | ------------------ | ------------------ | -------------- | ---- | -------------- | -------- | -------- | -------- | -------- | -------- |
| 28/02/07 | Plácido Rocha      | Araçatuba          | Vôlei Futuro   | 0-3  | Rio de Janeiro | 13-25    | 16-25    | 17-25    | -        | -        |
| 28/02/07 | Nilson Nelson      | Brasília           | Brasil Telecom | 0-3  | Osasco         | 20-25    | 18-25    | 21-25    | -        | -        |
| 28/03/09 | Henrique Villaboim | São Paulo          | Pinheiros      | 1-3  | Minas          | 25-23    | 17-25    | 24-26    | 19-25    | -        |
| 03/03/07 | Lauro Gomes        | São Caetano do Sul | São Caetano    | 3-1  | Macaé          | 25-15    | 25-17    | 18-25    | 25-21    | -        |

3ª Rodada
| Data     | Ginásio                         | Cidade         | Jogo           | Jogo | Jogo           | Parciais | Parciais | Parciais | Parciais | Parciais |
| Data     | Ginásio                         | Cidade         | Jogo           | Jogo | Jogo           | 1        | 2        | 3        | 4        | 5        |
| -------- | ------------------------------- | -------------- | -------------- | ---- | -------------- | -------- | -------- | -------- | -------- | -------- |
| 03/03/07 | Círculo Militar                 | Curitiba       | Rio de Janeiro | 3-0  | Vôlei Futuro   | 25-18    | 25-16    | 25-19    | -        | -        |
| 03/03/07 | José Liberatti                  | Osasco         | Osasco         | 3-0  | Brasil Telecom | 25-13    | 25-16    | 25-9     | -        | -        |
| 03/03/07 | Arena Telemig                   | Belo Horizonte | Minas          | 3-2  | Pinheiros      | 25-13    | 29-31    | 29-31    | 25-23    | 15-13    |
| 07/03/07 | Engenheiro Maurício Bittencourt | Macaé          | Macaé          | 3-2  | São Caetano    | 26-24    | 23-25    | 25-18    | 18-25    | 15-12    |

Rio de Janeiro e Minas se classificaram para a próxima fase
4ª Rodada
| Data     | Ginásio                         | Cidade   | Jogo           | Jogo | Jogo        | Parciais | Parciais | Parciais | Parciais | Parciais |
| Data     | Ginásio                         | Cidade   | Jogo           | Jogo | Jogo        | 1        | 2        | 3        | 4        | 5        |
| -------- | ------------------------------- | -------- | -------------- | ---- | ----------- | -------- | -------- | -------- | -------- | -------- |
| 07/03/07 | Nilson Nelson                   | Brasília | Brasil Telecom | 0-3  | Osasco      | 23-25    | 23-25    | 19-25    | -        | -        |
| 11/03/07 | Engenheiro Maurício Bittencourt | Macaé    | Macaé          | 3-0  | São Caetano | 25-20    | 25-13    | 25-17    | -        | -        |

Osasco e Macaé se classificaram para a próxima fase

### Semi Finais
1ª Rodada
| Data     | Ginásio                         | Cidade | Jogo   | Jogo | Jogo           | Parciais | Parciais | Parciais | Parciais | Parciais |
| Data     | Ginásio                         | Cidade | Jogo   | Jogo | Jogo           | 1        | 2        | 3        | 4        | 5        |
| -------- | ------------------------------- | ------ | ------ | ---- | -------------- | -------- | -------- | -------- | -------- | -------- |
| 14/03/07 | José Liberatti                  | Osasco | Osasco | 3-0  | Minas          | 25-16    | 25-20    | 28-26    | -        | -        |
| 15/03/07 | Engenheiro Maurício Bittencourt | Macaé  | Macaé  | 2-3  | Rio de Janeiro | 25-21    | 20-25    | 20-25    | 26-24    | 9-15     |

2ª Rodada
| Data     | Ginásio       | Cidade         | Jogo           | Jogo | Jogo   | Parciais | Parciais | Parciais | Parciais | Parciais |
| Data     | Ginásio       | Cidade         | Jogo           | Jogo | Jogo   | 1        | 2        | 3        | 4        | 5        |
| -------- | ------------- | -------------- | -------------- | ---- | ------ | -------- | -------- | -------- | -------- | -------- |
| 17/03/07 | Arena Telemig | Belo Horizonte | Minas          | 3-0  | Osasco | 25-17    | 25-18    | 25-21    | -        | -        |
| 18/03/07 | Tijuca T.C.   | Rio de Janeiro | Rio de Janeiro | 3-0  | Macaé  | 25-22    | 25-21    | 25-19    | -        | -        |

3ª Rodada
| Data     | Ginásio        | Cidade         | Jogo           | Jogo | Jogo  | Parciais | Parciais | Parciais | Parciais | Parciais |
| Data     | Ginásio        | Cidade         | Jogo           | Jogo | Jogo  | 1        | 2        | 3        | 4        | 5        |
| -------- | -------------- | -------------- | -------------- | ---- | ----- | -------- | -------- | -------- | -------- | -------- |
| 20/03/07 | José Liberatti | Osasco         | Osasco         | 3-1  | Minas | 19-25    | 25-12    | 25-22    | 25-20    | -        |
| 21/03/07 | Tijuca T.C.    | Rio de Janeiro | Rio de Janeiro | 3-1  | Macaé | 26-28    | 25-23    | 25-19    | 25-17    | -        |

Rio de Janeiro se classificou para a próxima fase
4ª Rodada
| Data     | Ginásio       | Cidade         | Jogo  | Jogo | Jogo   | Parciais | Parciais | Parciais | Parciais | Parciais |
| Data     | Ginásio       | Cidade         | Jogo  | Jogo | Jogo   | 1        | 2        | 3        | 4        | 5        |
| -------- | ------------- | -------------- | ----- | ---- | ------ | -------- | -------- | -------- | -------- | -------- |
| 24/03/07 | Arena Telemig | Belo Horizonte | Minas | 2-3  | Osasco | 25-22    | 11-25    | 25-21    | 22-25    | 9-15     |

Osasco se classificou para a próxima fase

### Terceiro lugar
| Data       | Hora |       | Placar |       | Set 1 | Set 2 | Set 3 | Set 4 | Set 5 | Total   | Relatório |
| ---------- | ---- | ----- | ------ | ----- | ----- | ----- | ----- | ----- | ----- | ------- | --------- |
| 31/03/2007 |      | Minas | 3–2    | Macaé | 25–22 | 21–25 | 21–25 | 25–20 | 15–10 | 107–102 |           |

### Final
| Data       | Hora |        | Placar |        | Set 1 | Set 2 | Set 3 | Set 4 | Set 5 | Total   | Relatório |
| ---------- | ---- | ------ | ------ | ------ | ----- | ----- | ----- | ----- | ----- | ------- | --------- |
| 01/04/2007 |      | Osasco | 3–0    | Rexona | 31–29 | 25–23 | 25–21 |       |       | 81–73   |           |
| 04/04/2007 |      | Rexona | 3–0    | Osasco | 25–19 | 25–16 | 25–23 |       |       | 75–58   |           |
| 07/04/2007 |      | Rexona | 3–2    | Osasco | 34–32 | 27–25 | 24–26 | 19–25 | 9–15  | 113–123 |           |
| 14/04/2007 |      | Osasco | 2–3    | Rexona | 18–25 | 25–21 | 23–25 | 25–19 | 13–15 | 104–105 |           |
| 21/04/2007 |      | Rexona | 3–2    | Osasco | 25–12 | 29–31 | 31–33 | 25–12 | 15–11 | 125–99  |           |

## Campeão
| Superliga Brasileira Feminina 2006-07 |
| ------------------------------------- |
| Rio de Janeiro 2º Título              |